# Steven Alzate
Steven Alzate (Camden, 8 settembre 1998) è un calciatore colombiano con cittadinanza britannica, centrocampista dell'Atlanta United.

## Biografia
Alzate è nato a Camden (vicino a Londra) da genitori colombiani.

## Caratteristiche tecniche
È un trequartista.

## Carriera

### Club
È cresciuto nel settore giovanile del Leyton Orient con cui ha debuttato fra i professionisti il 28 febbraio 2017 in occasione dell'incontro di Football League Two perso 4-1 contro lo Stevenage.
Passato al Brighton nel 2017, dopo una stagione disputata con la squadra Under-23 è stato ceduto in prestito semestrale allo Swindon Town.
Rientrato alla base nel mese di gennaio, a partire dalla stagione 2019-2020 è stato confermato in prima squadra. Ha debuttato in Premier League il 21 settembre 2019 giocando il match pareggiato 0-0 contro il Newcastle Utd.

### Nazionale
Il 2 ottobre 2019 ha scelto di optare per la nazionale colombiana rispondendo alla convocazione della selezione U-23 per disputare due amichevoli. Il 16 novembre seguente debutta con la nazionale maggiore nell'amichevole vinta per 1-0 contro il Perù, rimpiazzando al 74' Juan Cuadrado.

## Statistiche
Statistiche aggiornate al 21 ottobre 2019.

### Presenze e reti nei club
| Stagione        | Squadra         | Campionato      | Campionato | Campionato | Coppe nazionali | Coppe nazionali | Coppe nazionali | Coppe continentali | Coppe continentali | Coppe continentali | Altre coppe | Altre coppe | Altre coppe | Totale | Totale | Totale |
| Stagione        | Squadra         | Comp            | Pres       | Reti       | Comp            | Pres            | Reti            | Comp               | Pres               | Reti               | Comp        | Pres        | Reti        | Pres   | Reti   |        |
| --------------- | --------------- | --------------- | ---------- | ---------- | --------------- | --------------- | --------------- | ------------------ | ------------------ | ------------------ | ----------- | ----------- | ----------- | ------ | ------ | ------ |
| 2016-2017       | Leyton Orient   | FL2             | 12         | 1          | FACup+CdL       | 0               | 0               |                    | -                  | -                  | EFLT        | 0           | 0           | 12     | 1      |        |
| 2017-2018       | Brighton        | PL              | 0          | 0          | FACup+CdL       | 0               | 0               |                    | -                  | -                  |             | -           | -           | 0      | 0      |        |
| 2018-gen. 2019  | Swindon Town    | FL2             | 22         | 2          | FACup+CdL       | 2+1             | 1+0             |                    | -                  | -                  | EFLT        | 1           | 0           | 26     | 3      |        |
| gen.-giu. 2019  | Brighton        | PL              | 0          | 0          | FACup+CdL       | 0               | 0               |                    | -                  | -                  |             | -           | -           | 0      | 0      |        |
| 2019-2020       | Brighton        | PL              | 4          | 0          | FACup+CdL       | 0+1             | 0               |                    | -                  | -                  |             | -           | -           | 5      | 0      |        |
| Totale carriera | Totale carriera | Totale carriera | 38         | 3          |                 | 5               | 0               |                    | -                  | -                  |             | -           | -           | 43     | 3      |        |

### Cronologia presenze e reti in nazionale
| Cronologia completa delle presenze e delle reti in nazionale ― Colombia | Cronologia completa delle presenze e delle reti in nazionale ― Colombia | Cronologia completa delle presenze e delle reti in nazionale ― Colombia | Cronologia completa delle presenze e delle reti in nazionale ― Colombia | Cronologia completa delle presenze e delle reti in nazionale ― Colombia | Cronologia completa delle presenze e delle reti in nazionale ― Colombia | Cronologia completa delle presenze e delle reti in nazionale ― Colombia | Cronologia completa delle presenze e delle reti in nazionale ― Colombia |
| Data                                                                    | Città                                                                   | In casa                                                                 | Risultato                                                               | Ospiti                                                                  | Competizione                                                            | Reti                                                                    | Note                                                                    |
| ----------------------------------------------------------------------- | ----------------------------------------------------------------------- | ----------------------------------------------------------------------- | ----------------------------------------------------------------------- | ----------------------------------------------------------------------- | ----------------------------------------------------------------------- | ----------------------------------------------------------------------- | ----------------------------------------------------------------------- |
| 16-11-2019                                                              | Miami Gardens                                                           | Colombia                                                                | 1 – 0                                                                   | Perù                                                                    | Amichevole                                                              | -                                                                       | 74’                                                                     |
| 19-11-2019                                                              | Harrison                                                                | Ecuador                                                                 | 0 – 1                                                                   | Colombia                                                                | Amichevole                                                              | -                                                                       |                                                                         |
| 9-10-2020                                                               | Barranquilla                                                            | Colombia                                                                | 3 – 0                                                                   | Venezuela                                                               | Qual. Mondiali 2022                                                     | -                                                                       | 74’                                                                     |
| 13-10-2020                                                              | Santiago del Cile                                                       | Cile                                                                    | 2 – 2                                                                   | Colombia                                                                | Qual. Mondiali 2022                                                     | -                                                                       | 61’                                                                     |
| 28-1-2022                                                               | Barranquilla                                                            | Colombia                                                                | 0 – 1                                                                   | Perù                                                                    | Qual. Mondiali 2022                                                     | -                                                                       | 66’                                                                     |
| 5-6-2022                                                                | Murcia                                                                  | Arabia Saudita                                                          | 0 – 1                                                                   | Colombia                                                                | Amichevole                                                              | -                                                                       | 66’                                                                     |
| 28-9-2022                                                               | Santa Clara                                                             | Messico                                                                 | 2 – 3                                                                   | Colombia                                                                | Amichevole                                                              | -                                                                       | 46’                                                                     |
| Totale                                                                  |                                                                         | Presenze                                                                | 7                                                                       |                                                                         | Reti                                                                    | 0                                                                       |                                                                         |